# Jaderná elektrárna Fang-čcheng-kang
Jaderná elektrárna Fang-čcheng-kang (čínsky znaky tradiční 海陽核電廠) je jaderná elektrárna ve výstavbě v Číně. Nachází se poblíž městské prefektury Fang-čcheng-kang. Elektrárna bude po dokončení disponovat šesti tlakovodními reaktory, dvěma CPR-1000 a čtyřmi Hualong One. Čtyři provozní bloky elektrárny mají celkový hrubý výkon 4532 MW.

## Historie a technické informace

### Počátky
První plány na jadernou elektrárnu poblíž Fang-čcheng-kang byly zveřejněny v roce 2005. Jadernou elektrárnu bylo plánováno postavit ve dvou sekcích. První část by sestávala ze dvou 1000 MW reaktorů, druhá část by sestávala ze čtyř reaktorů stejné výkonové třídy, takže elektrárna by měla celkový výkon 6000 MW. Dne 25. prosince 2006 otevřela společnost China Guangdong Nuclear Power Holding Company vývojovou kancelář pro jadernou elektrárnu. V tomto okamžiku však již existovala možnost postavit jadernou elektrárnu ve třech stavebních fázích, každou se dvěma 1000 MW bloky, namísto ve dvou fázích výstavby.

### První fáze
Náklady na první fázi výstavby zahrnující dva bloky byly odhadnuty na zhruba 25 miliard juanů. 21. července 2009 si společnost China Guangdong Nuclear Power Company objednala dieselové generátory pro první dva bloky. Po vyhodnocení lokality mezi 31. srpnem a 1. zářím 2009 dne 24. září 2009 Národní správa jaderné bezpečnosti schválila ražbu výkopu pro první blok. Mezi 6. a 7. květnem 2010 byly provedené přípravné práce zkontrolovány a schváleny Národní správou jaderné bezpečnosti před litím prvního betonu, který byl nalit již o čtyři dny později.

#### Výstavba
Výstavba prvního bloku započala 30. července 2010, i když se původně plánovalo začít výstavbu již na konci roku 2009. Protože k tomu nedošlo, nebylo možné ani dodržet původní harmonogram a spustit ho v roce 2014.

#### Uvedení do provozu
První blok elektrárny Fang-čcheng-kang byl připojen k elektrické rozvodné síti dne 25. října 2015. Do komerčního provozu pak přešel 1. ledna 2016. Studené zkoušky již však započaly dne 26. července 2014. Druhý blok byl do sítě připojen 15. června 2016 a do komerčního provozu přešel 1. října 2016.

### Druhá fáze
Dle původního plánu měly být v této lokalite postaveny další 4 bloky stejného výkonu a stejného typu. Po havárii v jaderné elektrárně Fukušima však byl plán změněn z reaktorů II. generace na reaktory III. generace, ACPR-1000. Technický projekt byl poprvé představen veřejnosti v dubnu 2012. Na základě rozhodnutí z roku 2011 sloučit ACPR-1000 a ACP-1000 do jednotného a společného designu byl navržen reaktor ACC-1000 Hualong One a veřejnosti představen 1. ledna 2014. Tyto reaktory používají řídicí systém od společnosti Siemens a Areva.

#### Výstavba
Výstavba 3. bloku oficiálně započala 24. prosince 2015 a 4. bloku 23. prosince 2016.

#### Uvedení do provozu
Reaktor 3 byl poprvé připojen k síti 10. ledna 2023 a komerční provoz byl zahájen 25. března 2023. Čtvrtý blok byl do sítě zapojen dne 9. dubna 2024. Komerční provoz 4. bloku nastal 25. května 2024.

## Informace o reaktorech
| Reaktor            | Typ reaktoru | Výkon   | Výkon   | Zahájení výstavby | Připojení k síti | Uvedení do provozu | Uzavření |
| Reaktor            | Typ reaktoru | Čistý   | Hrubý   | Zahájení výstavby | Připojení k síti | Uvedení do provozu | Uzavření |
| ------------------ | ------------ | ------- | ------- | ----------------- | ---------------- | ------------------ | -------- |
| Fang-čcheng-kang-1 | CPR-1000     | 1000 MW | 1086 MW | 30. 7. 2010       | 25. 10. 2015     | 1. 1. 2016         |          |
| Fang-čcheng-kang-2 | CPR-1000     | 1000 MW | 1086 MW | 23. 12. 2010      | 15. 7. 2016      | 1. 10. 2016        |          |
| Fang-čcheng-kang-3 | Hualong One  | 1000 MW | 1180 MW | 24. 12. 2015      | 10. 1. 2023      | 25. 3. 2023        |          |
| Fang-čcheng-kang-4 | Hualong One  | 1000 MW | 1180 MW | 23. 12. 2016      | 9. 4. 2024       | 25. 5. 2024        |          |
| Fang-čcheng-kang-5 | Hualong One  | 1000 MW | 1180 MW |                   |                  |                    |          |
| Fang-čcheng-kang-6 | Hualong One  | 1000 MW | 1180 MW |                   |                  |                    |          |